# Stigmatomma trilobum
Stigmatomma trilobum is een mierensoort uit de onderfamilie van de Amblyoponinae. De wetenschappelijke naam van de soort is voor het eerst geldig gepubliceerd in 2001 door Xu.